# Jaroslav Kalfař
Jaroslav Kalfař (pronuncia: [jaˈroˈslav kalˈˈfar ަ; Praga, 20 maggio 1988) è uno scrittore statunitense di origini ceche.

## Biografia
Nacque un anno prima della Rivoluzione di velluto, e si trasferì nel Stati Uniti nel 2003 all'età di quindici anni. All'epoca parlava pochissimo inglese e imparava guardando la Rete dei cartoni animati. Si è laureato all' Università della Florida centrale e poi ha continuato prendendo un MFA all'Università di New York. È stato il destinatario nel 2018 del National Endowment for the Arts Literature Fellowship, che gli ha concesso $ 25.000 per poter scrivere, ricercare e viaggiare.